# Kramfors
Kramfors (em sueco: Kramfors;  PRONÚNCIA) é uma pequena cidade sueca da província histórica da Ångermanland.
Está situada na margem sul do rio Angerman (em sueco: Ångermanälven), a 35 km a noroeste da cidade de Härnösand. 
Tem cerca de 6.000 habitantes, e é sede do município de Kramfors. 
O nome geográfico Kramfors deriva do nome de uma serração fundada em 1744 pelo mestre de obras Kristoffer Kramm junto de um rápido (em sueco: fors) de um rio hoje em dia chamado Kramforsån.

## Comunicações
A cidade de Kramfors é atravessada pela estrada nacional 90 (Härnösand-Kramfors-Vilhelmina).
Dispõe de ligação ferroviária a Sundsvall-Härnösand-Sollefteå. 